# فنسنت وودز
فنسنت وودز (بالإنجليزية: Vincent Woods)‏ هو كاتب مسرحي وشاعر أيرلندي، ولد في 1960 في مقاطعة ليتريم في جمهورية أيرلندا.